# Junodia stiewei
Junodia stiewei är en bönsyrseart som beskrevs av Roger Roy 2009. Junodia stiewei ingår i släktet Junodia och familjen Hymenopodidae. Inga underarter finns listade i Catalogue of Life.